# Diorygopyx tibialis
Diorygopyx tibialis är en skalbaggsart som beskrevs av Macleay 1871. Diorygopyx tibialis ingår i släktet Diorygopyx och familjen bladhorningar. Inga underarter finns listade i Catalogue of Life.